# Anthurium ottonis
Anthurium ottonis är en kallaväxtart som beskrevs av Kurt Krause. Anthurium ottonis ingår i släktet Anthurium och familjen kallaväxter. Inga underarter finns listade.